# NGC 1117
NGC 1117 è una galassia ellittica situata nella costellazione dell'Ariete, a una distanza di circa 356 milioni di anni luce dalla nostra Via Lattea.

## Scoperta
La galassia è stata scoperta il 2 dicembre 1863 dall'astronomo tedesco Albert Marth.

## Descrizione
Dato il valore della sua luminosità superficiale pari a 11,84, NGC 1117 può essere inclusa tra le galassie ad elevata luminosità superficiale.
NGC 1117 fa parte di un tripletto di galassie assieme alla compatta PGC 200207 posta a nordest e a PGC 10821 situata a nord. Queste due ultime galassie sono anche designate NGC 1117-1 (PGC 10821) e NGC 1117-2 (PGC 200207) sul sito SEDS, dove NGC 1117 diventa NGC 1117A.